# Lincolnshire
Lincolnshire (zkráceně Lincs) je název ceremoniálního a (o něco menšího) nemetropolitního hrabství na východě Anglie u pobřeží Severního moře. Ceremoniální hrabství se skládá z vlastního Lincolnshiru a dvou odděleně spravovaných jednotek (unitary authority) North Lincolnshire a North East Lincolnshire, ležících na severu podél estuáru Humber.
Hrabství je tvořeno třemi tradičními regiony: Lindsey (severní polovina), Kesteven (jihozápad, ve vnitrozemí) a Holland (jihovýchod, u zálivu Wash). Hlavní město Lincoln se nachází na rozhraní Lindsey a Kestevenu. Od severu přes západ na jih hraničí hrabství s East Riding of Yorkshire, South Yorkshire, Nottinghamshire, Leicestershire, Rutland, Northamptonshire, Cambridgeshire a Norfolk. Jeho hranice s hrabstvím Northampton je dlouhá pouhých 19 metrů.
Ceremoniální hrabství je územně druhé největší v Anglii, bez započítání North a North East Lincolnshire pak až čtvrté (po Cumbrii a Devonu). Jedná se o převážně zemědělskou a na anglické poměry řídce zalidněnou oblast. Krajina je převážně plochá a nikde nepřesahuje výškové pásmo nížiny. Západní částí se severojižně táhne výrazná vápencová kuesta Lincoln Cliff a na severovýchodě se prostírá nízká pahorkatina Lincolnshire Wolds. Zde se nachází nejvyšší bod celého hrabství, zvaný Wolds Top či Normanby Hill (168 m n.m.).

## Administrativní členění
Ceremoniální hrabství Lincolnshire se skládá z nemetropolitního hrabství Lincolnshire a ze dvou oblastí unitary authority. Celkem jde o devět celků:
(číslování odpovídá mapě v infoboxu)
| č. | název                   | status            | rozloha (km²) | poč. obyv. (2019) | hustota obyv. na km² | správní středisko |
| -- | ----------------------- | ----------------- | ------------- | ----------------- | -------------------- | ----------------- |
| 1  | City of Lincoln         | distrikt          | 36            | 97 541            | 2709,5               | Lincoln           |
| 2  | North Kesteven          | distrikt          | 923           | 116 915           | 126,7                | Sleaford          |
| 3  | South Kesteven          | distrikt          | 943           | 142 424           | 151,0                | Grantham          |
| 4  | South Holland           | distrikt          | 751           | 95 019            | 126,5                | Spalding          |
| 5  | Borough of Boston       | distrikt          | 365           | 64 637            | 177,1                | Boston            |
| 6  | East Lindsey            | distrikt          | 1 765         | 141 727           | 80,3                 | Louth             |
| 7  | West Lindsey            | distrikt          | 1 156         | 95 667            | 82,8                 | Gainsborough      |
| 8  | North Lincolnshire      | unitary authority | 846           | 172 292           | 203,7                | Scunthorpe        |
| 9  | North East Lincolnshire | unitary authority | 192           | 159 563           | 831,1                | Grimsby           |

## Hospodářství
Níže je tabulka uvádějící strukturu hospodářství Lincolnshiru. Hodnoty jsou v milionech liber šterlinků.
| Rok  | Přidané hodnoty | Zemědělství | Průmysl | Služby |
| ---- | --------------- | ----------- | ------- | ------ |
| 1995 | 5,719           | 657         | 1,769   | 3,292  |
| 2000 | 6,512           | 452         | 2,046   | 4,013  |
| 2003 | 8,419           | 518         | 2,518   | 5,383  |

### Zemědělství
V Lincolnshiru se pěstuje hlavně pšenice, ječmen, cukrová řepa a brukev řepka. V jižní části pak hlávkové zelí, květák a cibule.

## Slavní rodáci
- vědec sir Isaac Newton
- arktický badatel John Franklin
- básník Alfred Tennyson
- premiérka Margaret Thatcherová
- herec Jim Broadbent
- herečka Jennifer Saunders
- herečky Liz Smith & Sheridan Smith
- textař Bernie Taupin

## Zajímavá místa
| - Alford Windmill - Alkborough Turf Maze - Boultham Park - Branston Hall - Burghley House - Donna Nook - Dunston Pillar - Ellis Mill - Gibraltar Point - Grimsby Dock Tower - Grimsthorpe Castle - Gunby Hall - Hartsholme Country Park - Harlaxton Manor - Heckington Windmill | - Lincoln Castle - Lincoln Cathedral - Metheringham Windmill - Natureland Seal Sanctuary - Normanby Hall - River Ancholme - Snipe Dales - Tattershall College - The Humber Bridge - The Museum of Lincolnshire Life - The Wash - Thornton Abbey - Waltham Windmill - Whisby Nature Park - Woolsthorpe Manor |

## Fotogalerie

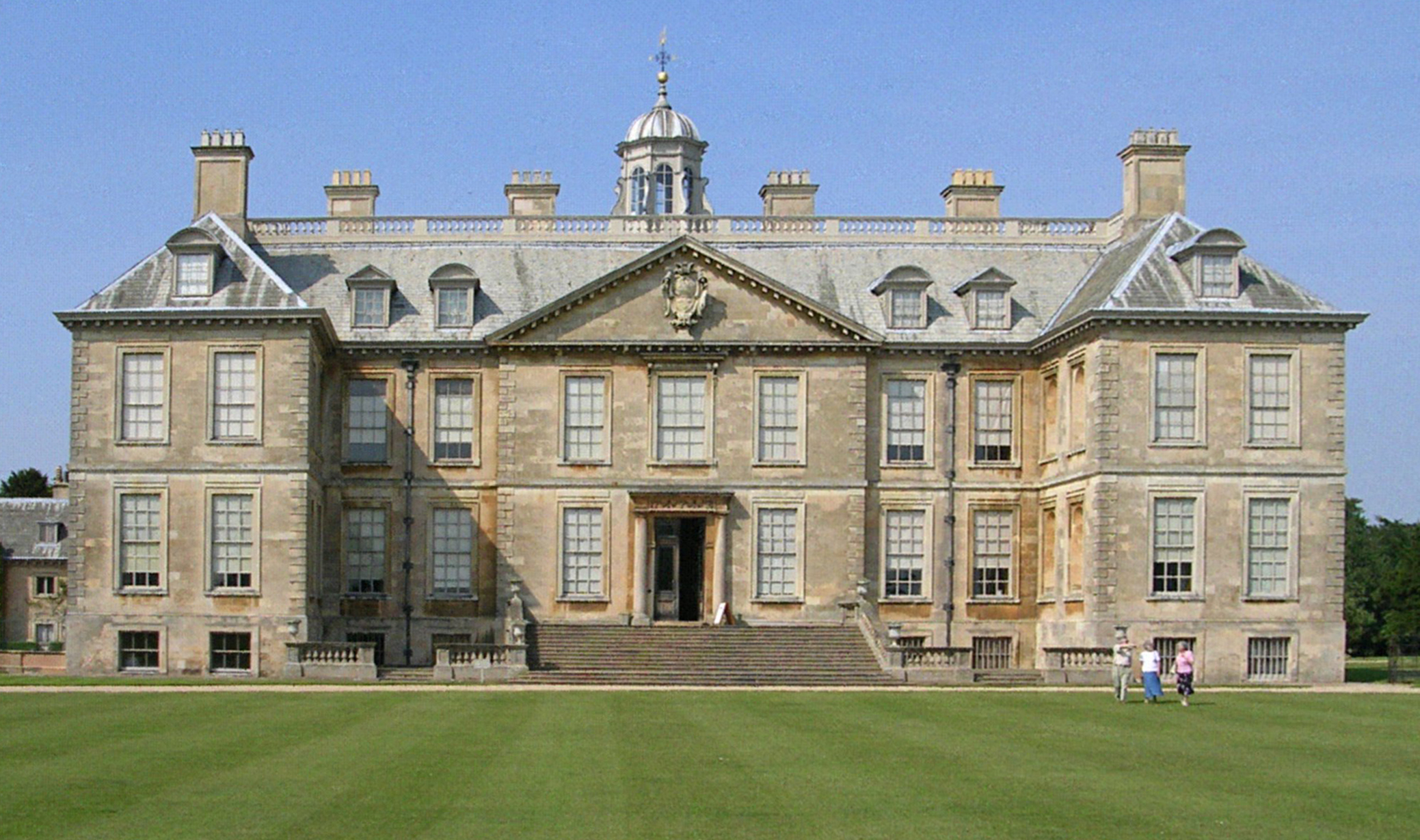
Belton House
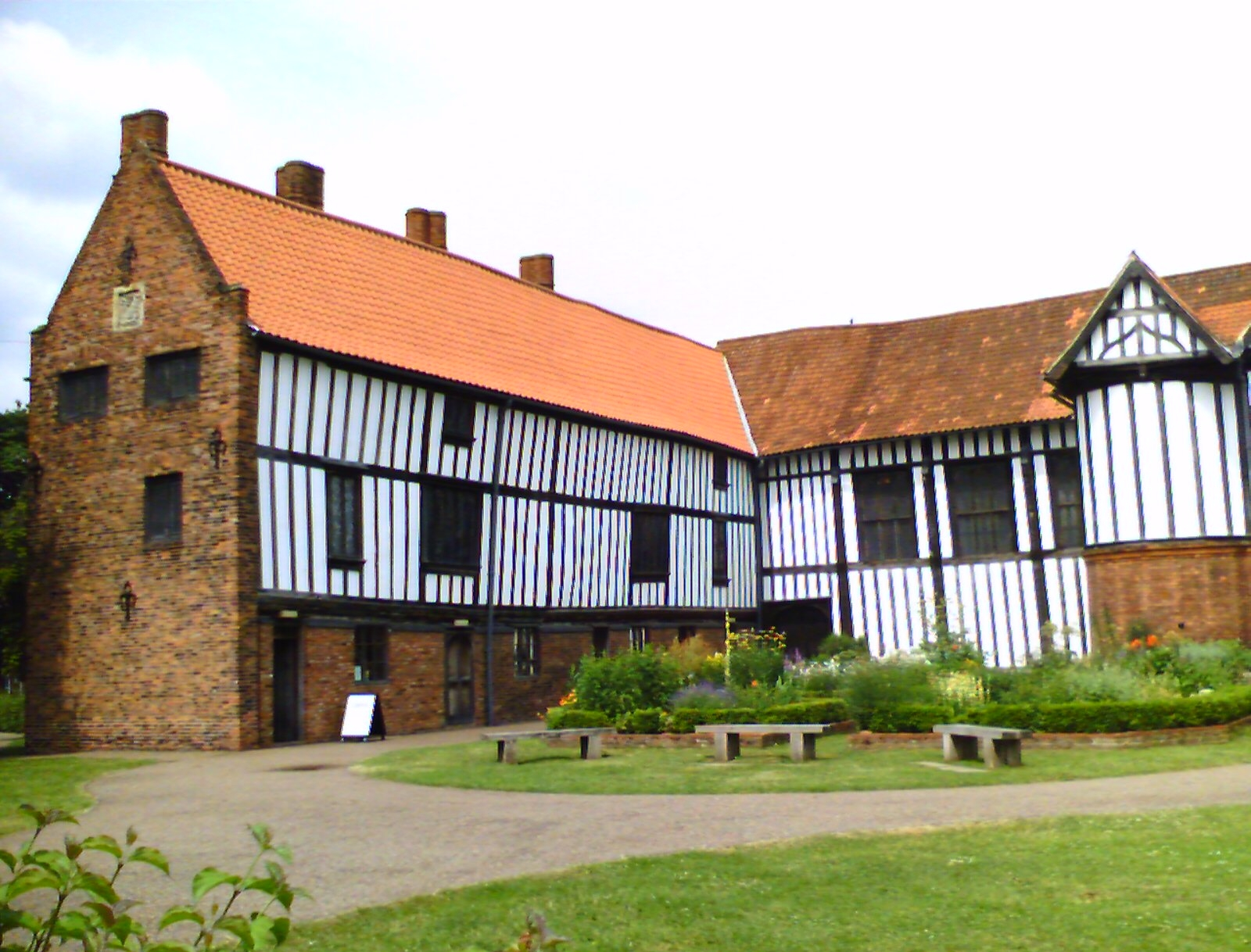
Gainsbourough Old Hall
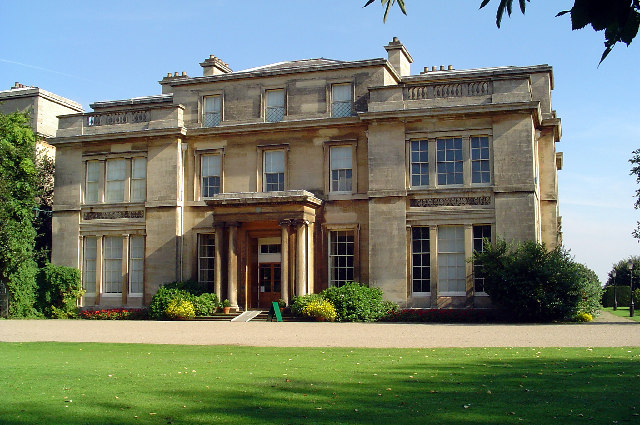
Normanby Hall
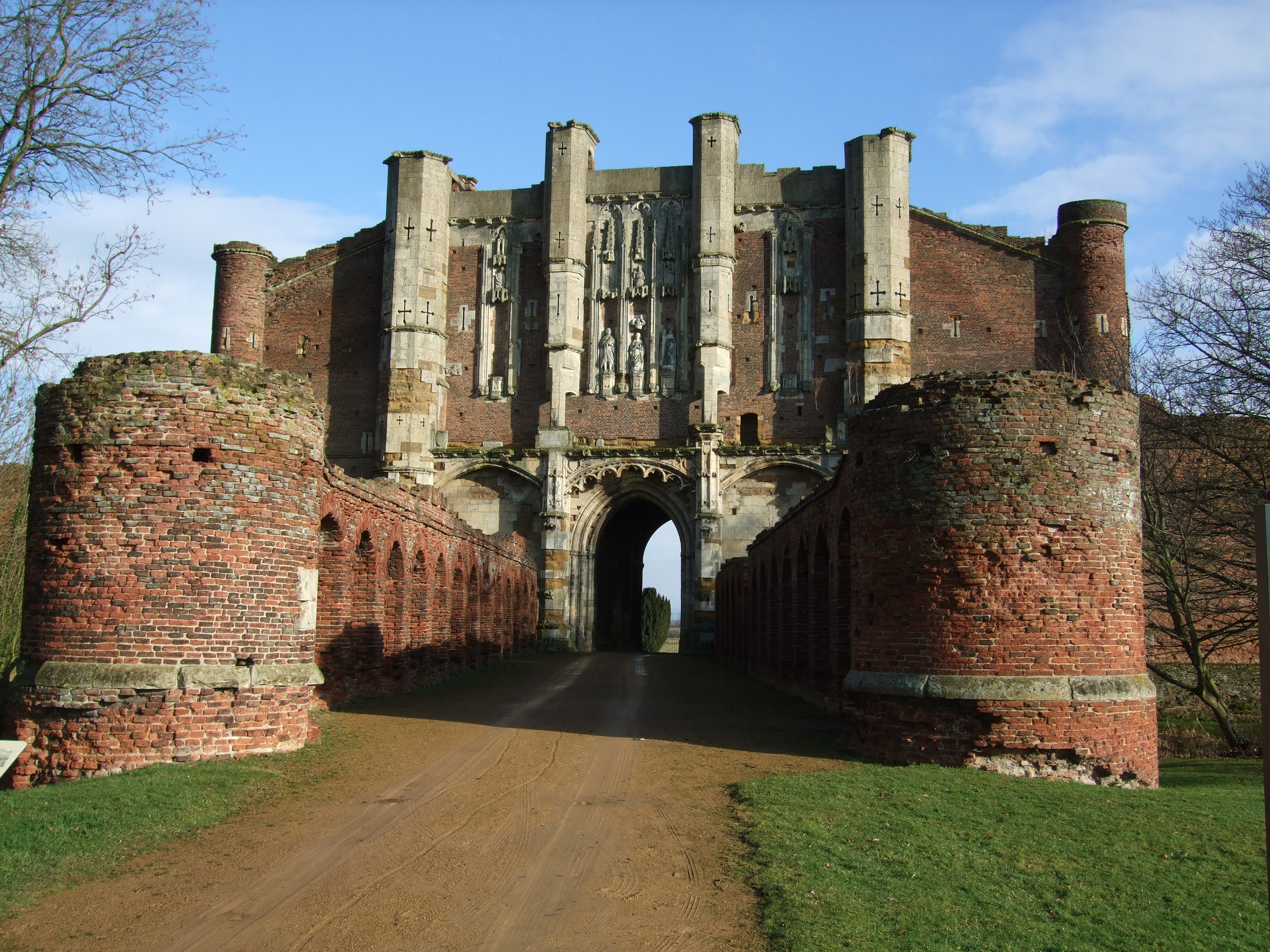
Thornton Abbey